# Círculo Proudhon
O Cercle Proudhon foi um grupo político francês, fundado em 16 de Dezembro de 1916 por Georges Valois, ex-membro da Action Française.
De acordo com o cientista político e historiador israelense Zeev Sternhell, o Cercle Proudhon seria o laboratório preexistente para as ideias fascistas.